# Nyze
Nyze (* 9. März 1981 in Saarbrücken; bürgerlich Mirco Rollmann) ist ein deutscher Rapper, der lange Zeit bei Bushidos Label ersguterjunge unter Vertrag stand.

## Biografie
Nyze nahm zu Beginn seiner musikalischen Laufbahn seine Tracks über amerikanische Beats/Instrumentals auf, um diese seinem Freundeskreis zu präsentieren. Er versuchte sich auch als DJ, allerdings galt seine Vorliebe eher dem Mikrofon als dem DJing.
2003 lernte Nyze Bushido kennen, als dieser noch beim Label Aggro Berlin unter Vertrag stand. Durch seine Beteiligung an der Electro Ghetto-Tour sowie an den folgenden Tourneen wurde er auch ohne Vertrag zum festen Bestandteil der ersguterjunge-Crew.
Nyze war unter anderem auf den beiden erfolgreichen ersguterjunge-Samplern Nemesis (#4) und Vendetta (#7) sowie auf den Soloalben von D-Bo, Chakuza und dem Album Blackout von Chakuza und Bizzy Montana mit Features und Solostücken vertreten.
Seit Dezember 2006 war Nyze offiziell bei dem Label ersguterjunge unter Vertrag. Über dieses erschien im Januar 2007 sein Debütalbum Geben & Nehmen, das von Bushido, D-Bo, Bizzy Montana, Sumo, Chakuza und Phleck produziert wurde. Das Album stieg auf Platz 87 der deutschen Albumcharts ein. Der Titelsong Geben & Nehmen wurde gemeinsam mit Bushido und Chakuza aufgenommen. Das zugehörige Video erschien zuerst im Internet und am 30. Januar 2007 im Musikfernsehen – allerdings ohne eine Veröffentlichung einer Single. Weiter enthält das Album Gastauftritte von D-Bo, Bizzy Montana, Billy, Summer Cem und Kingsize.
Am 7. August 2009 veröffentlichte er sein zweites Soloalbum Amnezia, das auf Platz 67 chartete. Als Features waren Daufai, Chakuza, Summer Cem, Hassan El Moussaoui, Verb Kent, Microphono, D-Bo, Bushido, Fler und Kay One auf dem Album vertreten. Zum Albumrelease erschien ein Spitvideo zu Easy/Allein und ein Video zum Song Ein letztes Mal. Im Gegensatz zur Albumversion, auf der auch Bushido vertreten ist, ist die Videoversion nur von Nyze.
2010 erschien Bushidos autobiografischer Film Zeiten ändern dich. Nyze spielte sich dort selbst.
Nyze boxt in unregelmäßigen Abständen für den 1. Box-Club Homburg, wo er das Boxen auch erlernte.
Ende August 2011 gab er in einem Infovideo bekannt, nicht mehr bei ersguterjunge unter Vertrag zu stehen. Wenige Wochen darauf veröffentlichte er das Mixtape Mixtape Pt. 1 - GNN zum kostenlosen Download. Darauf waren u. a. Gastbeiträge von Chakuza und Animus enthalten.

## Diskografie
Alben
- 2007: Geben & Nehmen
- 2009: Amnezia

Mixtapes
- 2011: GNN Mixtape Pt. 1 (Online-Mixtape)
- 2012: GNN Mixtape Pt. 2 (Online-Mixtape)
- 2013: GNN Mixtape Pt. 3 (Online-Mixtape)

Freetracks
- 2006: Ihr könnt nicht (Freetrack)
- 2012: 1000 Worte

Juice-Exclusives
- 2008: Bankdrücken (Pt. 2) (Juice Exclusive! auf Juice-CD #86)

## Filmografie
- 2010: Zeiten ändern dich